# Historia Argentina (enciclopedia)
Historia Argentina es una enciclopedia de tres tomos escrita por Diego Abad de Santillán en el año 1965, editada por TEA (Tipográfica Editora Argentina). 

## Descripción
La enciclopedia está abocada a la historia de la Argentina, en una forma detallada y completa. Aun así, antes de comenzar con la misma establece como contexto previo unos capítulos dedicados al Origen del hombre, las migraciones humanas que poblaron América en la antigüedad y qué poblaciones se encontraban en lo que hoy es Argentina y la invasión de América de Cristóbal Colón. A partir de entonces comienza con la expedición de Juan Díaz de Solís y el descubrimiento del Río de la Plata, y los acontecimientos derivados a partir de dicho descubrimiento que conforman la historia de la Argentina. 
El detalle histórico se extiende hasta la promulgación de la Ley Sáenz Peña y el gobierno de Hipólito Yrigoyen.